# Conseil départemental du Nord
Le conseil départemental du Nord est l'assemblée délibérante du département français du Nord, département français le plus peuplé. Le siège de cette collectivité territoriale décentralisée se trouve à Lille.

## Histoire
En application d’un décret de l’assemblée constituante du 22 décembre 1790, la province de Flandre devient officiellement le département du Nord le 4 mars 1791. Le Nord porte alors le numéro 57 et a pour chef-lieu Douai.

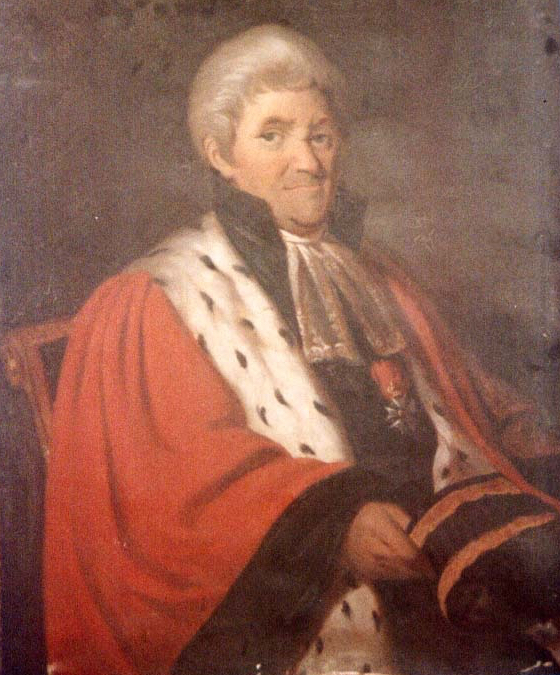
Louis Joseph de Warenghien de Flory, premier président du conseil général du Nord

Le premier président du conseil général est Louis Joseph de Warenghien de Flory, magistrat et homme politique douaisien. À sa création, le Nord compte 8 districts : Avesnes, Bergues, Cambrai, Douai, Hazebrouck, Lille, Le Quesnoy et Valenciennes.
En 1803, le préfet, qui préside alors aux destinées du conseil général, décide finalement de s’installer à Lille, ancienne capitale de la province des Flandres. Il loge alors dans l'hôtel de Roquefeuille, rue Française (l'actuelle rue Négrier, dans le Vieux Lille). Cependant, les locaux s'avèrent inadaptés et la préfecture s'établit alors en 1826 dans un vaste bâtiment de la rue Royale (aujourd’hui l'immeuble de l'Évêché).
Dès 1860, avec le développement des attributions et des compétences administratives des préfets, l'hôtel de la rue Royale devient trop exigu. En 1862, la municipalité lilloise offre un grand terrain, en dehors des anciens remparts, sur les parcelles encore libres qui séparent Lille de la commune de Wazemmes.
Un concours d'architectes est lancé. Charles Marteau le remporte en élaborant les plans du futur bâtiment.
Le 15 août 1865, le préfet Henri Wallon pose la première pierre du nouveau bâtiment sur la place Napoléon III, actuelle place de la République, à l'occasion de la fête de l'Empereur. Une boîte en plomb enfermée dans cette pierre contient le procès-verbal de l'opération et des pièces de monnaie de l'époque à l'effigie de l'Empereur.
Tout au long des travaux, de nombreuses modifications sont apportées au projet. La construction s'échelonne sur plusieurs années et c'est en 1872 que l'Hôtel de la Préfecture est achevé et que le conseil général y siège pour la première fois.
En 1920, en raison du développement croissant de l’administration départementale, le problème de l'exiguïté des locaux se pose à nouveau. C'est ainsi qu'en 1932 une partie des services du Conseil général est annexée à l'angle du boulevard de la Liberté et de la rue Baptiste-Monnoyer.
Au début des années 1970, un nouveau bâtiment, le Forum, est construit à l'angle des rues Charles Saint-Venant et Gustave Delory. Il abrite jusqu'en 2019 une partie des services centraux du département. Vétuste, il est démoli en 2021. Un projet de reconstruction est en cours sur le site. Il permettra en 2023 de regrouper l'ensemble des services centraux du Département du Nord à proximité immédiate de l'actuel Hôtel du Département.
Ce dernier a été élevé rue Gustave-Delory en 1982, dans la foulée des premières lois de décentralisation qui confient l'administration du conseil général à un président élu.
En 2015, le conseil général devient conseil départemental. Les districts, devenus des arrondissements en 1800, sont passés de 8 à 6 aujourd'hui : Avesnes, Cambrai, Douai, Dunkerque, Lille et Valenciennes.
L'édifice de la place de la République, qui appartient encore aujourd'hui au département du Nord, abrite la résidence du préfet du Nord ainsi que ses services. Il accueille toujours les réunions du conseil départemental dans son hémicycle historique.

## Gouvernance politique

### Le président
Le conseil départemental du Nord est présidé depuis le 1er juillet 2021 par Christian Poiret (DVD), qui succède à Jean-René Lecerf (DVD), à la suite des élections départementales de 2021.

### Les vice-présidents
L’exécutif du Conseil départemental du Nord est composé de 15 vice-présidents et 4 conseillers délégués.
| Poste | Conseiller départemental | Délégation(s)                                          |
| ----- | ------------------------ | ------------------------------------------------------ |
| 1er   | Doriane Bécue            | Retour à l'emploi, insertion                           |
| 2e    | Loïc Cathelain           | Finances, affaires générales                           |
| 3e    | Jean-Luc Detavernier     | Ressources humaines                                    |
| 4e    | Patrick Valois           | Ruralité, environnement                                |
| 5e    | Nicolas Siegler          | Aménagement du territoire, Canal Seine-Nord Europe     |
| 6e    | Marie Tonnerre           | Enfance, famille, jeunesse                             |
| 7e    | Sylvie Clerc             | Handicap                                               |
| 8e    | Frédérique Seels         | Autonomie des séniors                                  |
| 9e    | Valentin Belleval        | Voirie, infrastructures                                |
| 10e   | Jean-Noël Verfaillie     | Logement, renouvellement urbain, politique de la ville |
| 11e   | Martine Alrabosse        | Culture, communication institutionnelle                |
| 12e   | Marie Cieters            | Collèges, éducation                                    |
| 13e   | Barbara Coëvoët          | Santé, prévention                                      |
| 14e   | Mickaël Hiraux           | Renouveau des territoires                              |
| 15e   | Sébastien Seguin         | Tourisme, mobilité douce                               |

| Conseiller départemental | Délégation(s)                              |
| ------------------------ | ------------------------------------------ |
| François-Xavier Cadart   | Sport                                      |
| Sylvie Labadens          | Relations internationales                  |
| Nicolas Leblanc          | Patrimoine                                 |
| Anne-Sophie Boisseaux    | Lutte contre les violences intrafamiliales |

### Les conseillers départementaux
Depuis 2015, le conseil départemental compte 82 conseillers départementaux, élus en binôme paritaire dans chacun des 41 cantons du Nord.
A l’issue des élections départementales de 2021, quatre groupes politiques ont été constitués. Le groupe majoritaire, Union pour le Nord, totalise 50 élus sur les 82 qui forment l’assemblée.
| Président du Conseil départemental   |       |       |      |                                                |
| Christian Poiret (DVD)               |       |       |      |                                                |
| Parti                                | Sigle | Sigle | Élus | Groupes                                        |
| Majorité (50 sièges)                 |       |       |      |                                                |
| Divers droite                        |       | DVD   | 22   | Union pour le Nord                             |
| Les Républicains                     |       | LR    | 14   | Union pour le Nord                             |
| Union des démocrates et indépendants |       | UDI   | 6    | Union pour le Nord                             |
| Mouvement radical                    |       | MR    | 2    | Union pour le Nord                             |
| Agir                                 |       | Agir  | 2    | Union pour le Nord                             |
| La République en marche              |       | LREM  | 2    | Union pour le Nord                             |
| Divers centre                        |       | DVC   | 2    | Union pour le Nord                             |
| Opposition (32 sièges)               |       |       |      |                                                |
| Divers gauche                        |       | DVG   | 7    | Socialiste, radical et citoyen                 |
| Parti socialiste                     |       | PS    | 5    | Socialiste, radical et citoyen                 |
| Parti radical de gauche              |       | PRG   | 1    | Socialiste, radical et citoyen                 |
| Europe Écologie Les Verts            |       | EÉLV  | 5    | Écologiste, EÉLV et Génération.s               |
| Génération.s                         |       | G.s   | 1    | Écologiste, EÉLV et Génération.s               |
| Parti communiste français            |       | PCF   | 9    | Communiste, républicain, citoyen et apparentés |
| Divers gauche                        |       | DVG   | 1    | Communiste, républicain, citoyen et apparentés |
| Divers gauche                        |       | DVG   | 3    | Non-inscrits                                   |

## Budget
En 2021, le conseil départemental du Nord a un budget global de 3 552 millions d’euros : 2 945 millions d’euros en fonctionnement et 607 millions d’euros en investissement.
Le financement des allocations individuelles de solidarité représente 1 071 millions d’euros, dont 700 millions d’euros pour le Revenu de solidarité active (RSA), 256 millions d’euros pour l’allocation personnalisée d’autonomie (APA) et 115 millions d’euros pour la prestation de compensation du handicap (PCH).

## Compétences

### Solidarités humaines
Depuis 1984, le département est compétent en matière d’action sociale. Le conseil départemental s’appuie notamment sur un réseau de 45 Maisons Nord Solidarités (ex-UTPAS). Les Maisons Nord Solidarités accompagnent les Nordistes dans l’accès au droit, dans la résolution de leurs difficultés familiales ou encore dans l’accès à la santé. Parmi les professionnels qui y exercent, on trouve des assistants sociaux, des conseillers en économie sociale et familiale, des psychologues, des médiateurs administratifs ou encore des professionnels de la petite enfance, répartis en quatre pôles d’activité : le service social de proximité (SSP), la protection maternelle et infantile (PMI), l’aide sociale à l'enfance (ASE) et le service de prévention et de santé (SPS).

#### La protection maternelle et infantile
Les équipes départementales de la PMI du Nord réalisent chaque année plus de 66 800 consultations infantiles et 15 500 suivis à domicile auprès des enfants jusqu’à leur 6 ans.

#### La protection de l'enfance
Fin 2019, 21 278 mineurs et jeunes majeurs sont accompagnés dans le Nord au titre de l’aide sociale à l’enfance. Le département du Nord développe parallèlement des actions de soutien à la parentalité en prévention des difficultés familiales.

#### L'insertion et le retour à l'emploi
Le département finance le revenu de solidarité active. Des Maisons Nord Emploi (ex-MDIE) accompagnent depuis 2019 les allocataires du Revenu de solidarité activé (RSA) dans leur recherche d’emploi. Le Nord comptait 96 053 foyers allocataires en octobre 2021.

#### L'autonomie
Dans le champ de l’autonomie, le département finance notamment l’allocation personnalisée d’autonomie et la prestation de compensation du handicap. Il finance également la modernisation des établissements d’hébergement pour personnes âgées dépendantes (EHPAD) et le développement des habitats inclusifs.

#### La santé
Dix services de prévention santé (SPS) sont répartis sur le territoire du Nord. Ils accompagnent les habitants par des actions de prévention et assurent notamment le dépistage de la tuberculose et des infections sexuellement transmissibles.

### Les solidarités territoriales

#### Aides à l'aménagement
Le conseil départemental finance des aides à l’aménagement, destinées aux communes et intercommunalités du Nord. 41,2 millions y sont consacrés en 2021.

#### Grands chantiers
L’un des principaux chantiers menés actuellement par le département est le contournement routier au Nord de Valenciennes. Le conseil départemental a aussi contribué au déploiement de la fibre en milieu rural entre 2017 et 2021 et finance la réalisation du Canal Seine-Nord Europe.

#### Collèges

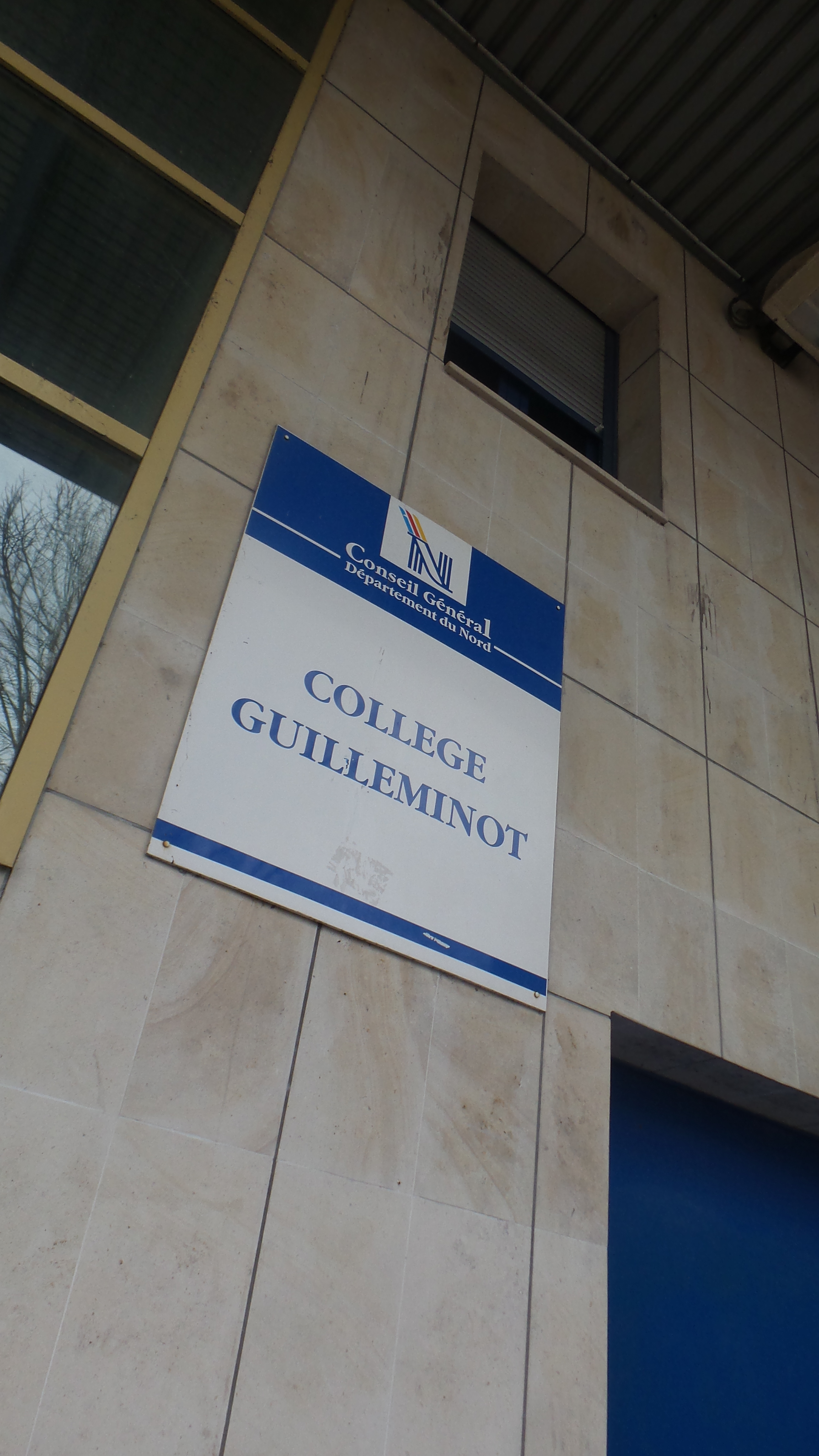
Plaque nominative du collège Guilleminot à Dunkerque.

Le Nord compte 202 collèges publics gérés par le département. Fin 2020, le département est considéré par l’organisme certificateur comme le département français le plus engagé en matière de certification HQE pour les bâtiments scolaires.
Le transport des collégiens avec le réseau Arc-en-ciel est assuré depuis 2017 par la Région Hauts-de-France.
Le département du Nord propose également de manière volontariste une partie certaines aides aux 80 collèges privés.

#### Voirie départementale
Le Nord possède l’un des réseaux routiers départementaux les plus denses de France avec 4 500 km de routes. En 2017, dans le cadre de la loi NOTRe, le réseau routier de la métropole lilloise a été transféré à la métropole européenne de Lille.

#### Culture
Dix musées et équipements à vocation culturelle sont administrés par le département du Nord
- Le forum antique de Bavay, musée archéologique du Département du Nord
- Le musée de Flandre à Cassel
- Le musée départemental Matisse au Cateau-Cambrésis
- L’abbaye de Vaucelles à Les-Rues-des-Vignes
- La villa départementale Marguerite Yourcenar, résidence d’écritures du Département du Nord à Saint-Jans-Cappel
- Le forum départemental des sciences à Villeneuve d’Ascq
- Les archives départementales du Nord
- La médiathèque départementale du Nord
- Le MusVerre à Sars-Poteries
- La Maison natale Charles de Gaulle à Lille, propriété de la Fondation de Gaulle

#### Sport
Le département soutient des clubs sportifs de haut niveau et propose pendant les vacances aux enfants des accueils de loisirs des communes rurales des initiations sportives.

### Logo du conseil départemental

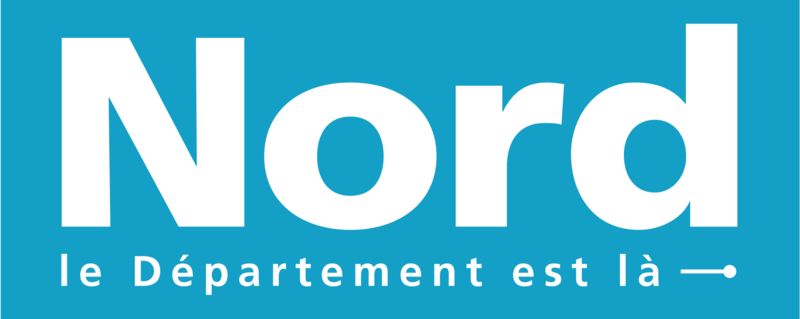
Logo officiel du Département du Nord depuis 2020

## Identité visuelle

### Logos du conseil général puis départemental

Logo du conseil général du Nord de 1982 à 1993.
Logo du conseil général du Nord de 1993 à octobre 1999.
Logo du conseil général du Nord d’octobre 1999 à juillet 2012.
Logo du conseil général puis départemental du Nord de juillet 2012 à 2020.

## Critiques
Selon le journal Mediacités du 10 janvier 2020, vingt et un « assistants » sont employés au département du Nord, au sein du service « Assemblées et contrôle de la légalité » de la direction des affaires juridiques et de l’achat public, alors que la moitié d'entre eux se présentent comme « collaborateurs de vice-présidents » sur le réseau social professionnel LinkedIn et sont désignés ainsi par le conseil départemental du Nord. Cette méthode revient à contourner le plafond légal du nombre de collaborateurs de cabinet, selon le journal Mediacités.
D’après le conseil départemental, ces collaborateurs ne sont pas des collaborateurs de cabinet car les emplois sont « déconnectés de la période de responsabilité exécutive du vice-président » et ont « fait l’objet d’une procédure de recrutement menée conformément aux règles en vigueur pour les emplois permanents des collectivités ».